# Keresztes Zoltán
Keresztes Zoltán (Gyulafehérvár, 1929. december 23. – Kolozsvár, 1996. november 3.) romániai magyar közíró, bibliográfus, szerkesztő. Keresztes Endre és Gállné Keresztes Erzsébet testvére.

## Életútja
Az erdélyi örmény Keresztes család leszármazottja. 
A kolozsvári Zágoni Mikes Kelemen Főgimnáziumban (ma Báthory István Gimnázium) érettségizett (1948), a Bolyai Tudományegyetem jogi és közgazdasági karán szerzett közgazdász diplomát (1953). Dolgozott a kolozsvári Viktória kötöttárugyárban, ez után a kolozsvári Rádióstúdiónál szerkesztő és riporter (1951–58), majd a kolozsvári antikvárium tisztviselője, innen a tiltott könyvek forgalmazása miatt bocsátották el.
Első írását az Igazság közölte (1949). Mint rádióriporter az Ismerjük meg hazánkat sorozatban (1955–58) Gyimes, Avas, Kővár, Kalotaszeg vidékét mutatta be. Mint a Korunk munkatársa Emlékezés kolozsvári önkéntesekre cím alatt (1964/8) az antifasiszta Tudor Vladimirescu-hadosztály Csehszlovákiában elesett hőseiről, köztük Czellér Lajos kolozsvári ifjúmunkásról írt, s A szirénák Kolozsvárt is megszólaltak címen (1966/2) az 1933-as sztrájk résztvevőivel idéztette fel a megmozdulás helyi emlékeit. Az Ifjúmunkás, Igazság, Utunk, Dolgozó Nő, Új Élet keresztrejtvény-készítője; rejtvényei közt igen sok az irodalmi tárgyú. Szabadegyetemi és rádióelőadásokon az erdélyi örménység történetével foglalkozott; elismert könyvtártörténeti szakértő. Kötete: Törd a fejed! (rejtvénykönyv, 1975, Kaleidoszkóp).
Az 1989-es fordulat után megalapította a Magyar-örmény Baráti Társaságot, és életre hívta az Arménia : magyar-örmény időszaki szemle című folyóiratot, amelynek első 14 számát mind ő szerkesztette.

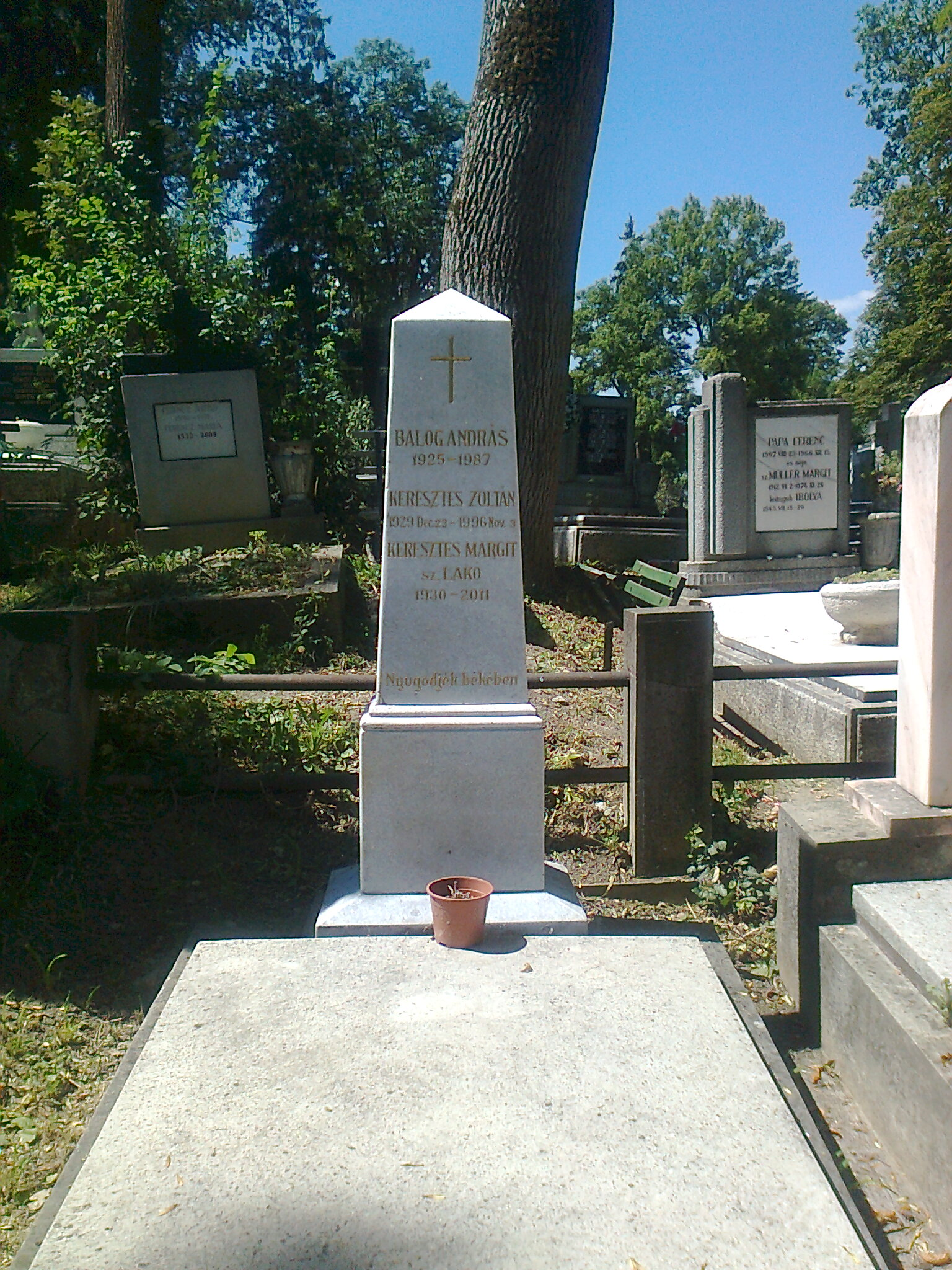
Sírja a kolozsvári Házsongárdi temetőben